# 구글 클라우드 플랫폼
구글 클라우드 플랫폼(Google Cloud Platform, GCP)은 구글이 제공하는 클라우드 컴퓨팅 서비스 모음으로, 컴퓨팅, 데이터 스토리지, 데이터 분석, 기계 학습을 포함한 일련의 모듈형 클라우드 서비스와 관리 도구 세트를 제공한다. 버마(Verma) 외 연구진에 따르면 이 서비스는 구글 검색, Gmail, 구글 문서도구와 같은 최종 사용자 제품에 구글이 내부적으로 사용하는 것과 동일한 인프라에서 실행된다. 등록하려면 신용카드 또는 은행 계좌 정보가 필요하다.
구글 클라우드 플랫폼은 서비스형 인프라스트럭처, 서비스형 플랫폼, 서버리스 컴퓨팅 환경을 제공한다.
2008년 4월, 구글은 구글이 관리하는 데이터 센터에서 웹 애플리케이션을 개발하고 호스팅하기 위한 플랫폼인 App Engine을 발표했는데, 이는 이 회사 최초의 클라우드 컴퓨팅 서비스였다. 이 서비스는 2011년 11월에 일반적으로 사용 가능해졌다. App Engine 발표 이후 구글은 이 플랫폼에 여러 클라우드 서비스를 추가했다.
구글 클라우드 플랫폼은 구글 클라우드 플랫폼 공개 클라우드 인프라뿐만 아니라 Google Workspace (G Suite), 안드로이드 및 크롬OS의 기업용 버전, 그리고 기계 학습 및 기업 매핑 서비스를 위한 애플리케이션 프로그래밍 인터페이스(API)를 포함하는 Google Cloud의 일부이다. 적어도 2022년부터 구글의 공식 자료들은 "Google Cloud"가 "Google Cloud Platform"의 새로운 이름이라고 명시하여 명명법 혼란을 야기할 수 있다.

## 도전 과제
다른 클라우드 컴퓨팅 솔루션과 마찬가지로, 구글 클라우드 플랫폼에서 호스팅되는 애플리케이션은 분산 컴퓨팅의 오류의 영향을 받는데, 이는 소프트웨어 개발 및 배포에서 심각한 문제를 야기할 수 있는 일련의 오해들이다.

## 제품

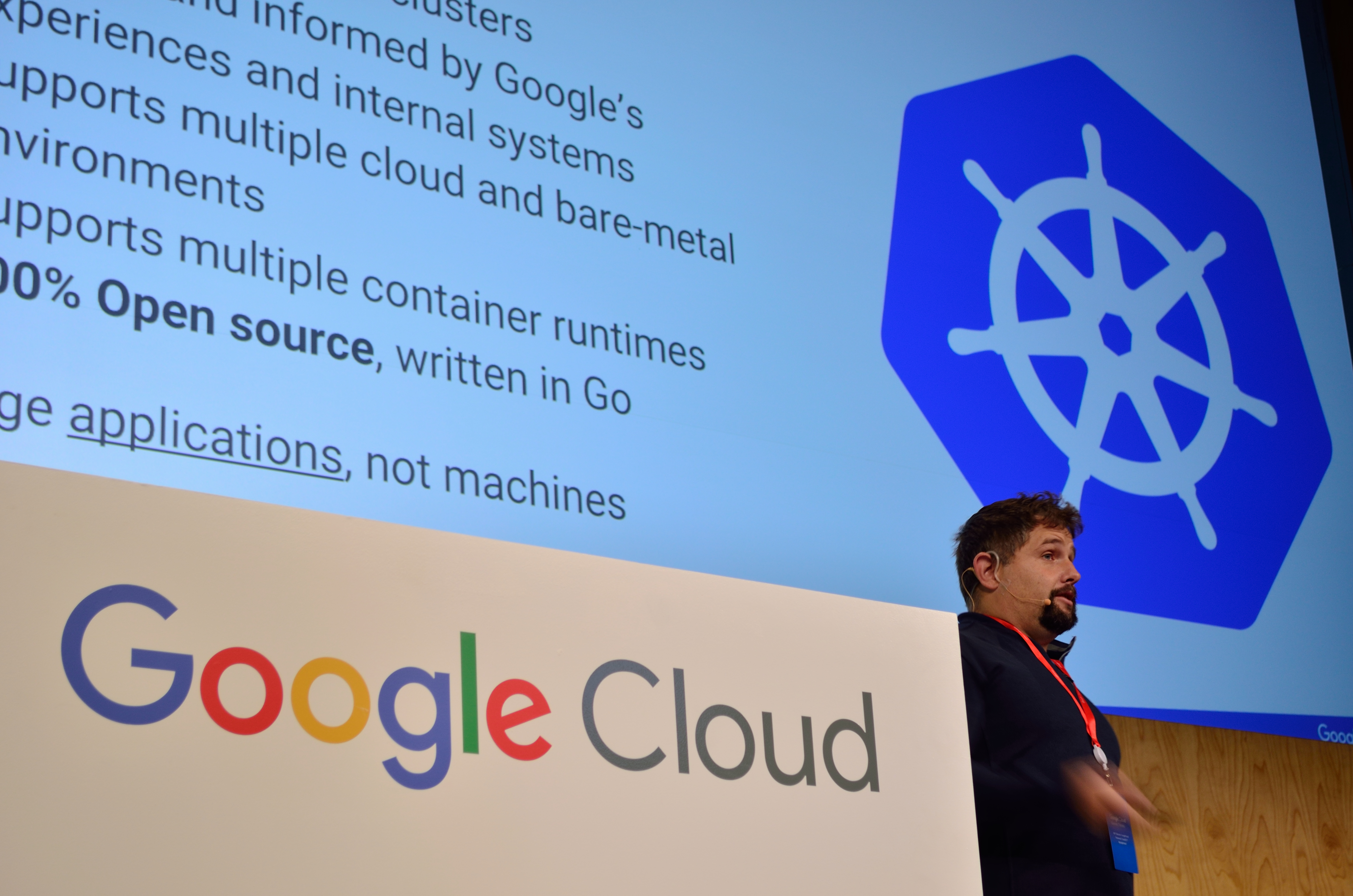
Google Container Engine/Kubernetes에 대한 컨퍼런스 발표

구글은 Google Cloud 브랜드 아래 100개 이상의 제품을 나열하고 있다. 주요 서비스 중 일부는 아래에 나열되어 있다.

### 컴퓨트
- App Engine – 서비스형 플랫폼으로 자바, PHP, Node.js, 파이썬, C#, .NET, 루비 및 Go 프로그래밍 언어로 개발된 애플리케이션을 배포한다.
- Compute Engine – 서비스형 인프라스트럭처로 마이크로소프트 윈도우 및 리눅스 가상 머신을 실행한다.
- Google Kubernetes Engine (GKE) 또는 Anthos 플랫폼의 일부로 제공되는 GKE on-prem[7][8] – 쿠버네티스 기반의 서비스형 컨테이너이다.
- Cloud Functions – Node.js, Java, Python 또는 Go로 작성된 이벤트 기반 코드를 실행하기 위한 서비스형 함수이다.
- Cloud Run – Knative 기반의 컴퓨트 실행 환경이다.[9] Cloud Run (완전 관리형)[10] 또는 Cloud Run for Anthos로 제공된다.[10] 현재 GCP, AWS 및 VMware 관리를 지원한다.[11]

### 스토리지 및 데이터베이스
- 클라우드 스토리지 – 비정형 데이터를 저장하기 위한 통합된 엣지 캐싱 기능을 갖춘 오브젝트 스토리지이다.
- 클라우드 SQL – MySQL, PostgreSQL 및 마이크로소프트 SQL 서버를 기반으로 하는 서비스형 데이터베이스이다.
- 클라우드 빅테이블 – 관리형 NoSQL 데이터베이스 서비스이다.[12]
- 클라우드 스패너 – 수평 확장이 가능하고 강력한 일관성을 제공하는 관계형 데이터베이스 서비스이다.[13]
- 클라우드 데이터스토어 – 웹 및 모바일 애플리케이션을 위한 NoSQL 데이터베이스이다.[14]
- Persistent Disk – Compute Engine 가상 머신을 위한 블록 스토리지이다.[15]
- 클라우드 메모리스토어(Cloud Memorystore) – Redis 및 Memcached를 기반으로 하는 관리형 인메모리 데이터 스토어이다.[16]
- 로컬 SSD: 고성능, 임시, 로컬 블록 스토리지이다.
- 파일스토어(Filestore): 구글 클라우드 사용자를 위한 고성능 파일 스토리지이다.[17]
- AlloyDB: 완전 관리형 PostgreSQL 데이터베이스 서비스이다.[18]

### 네트워킹

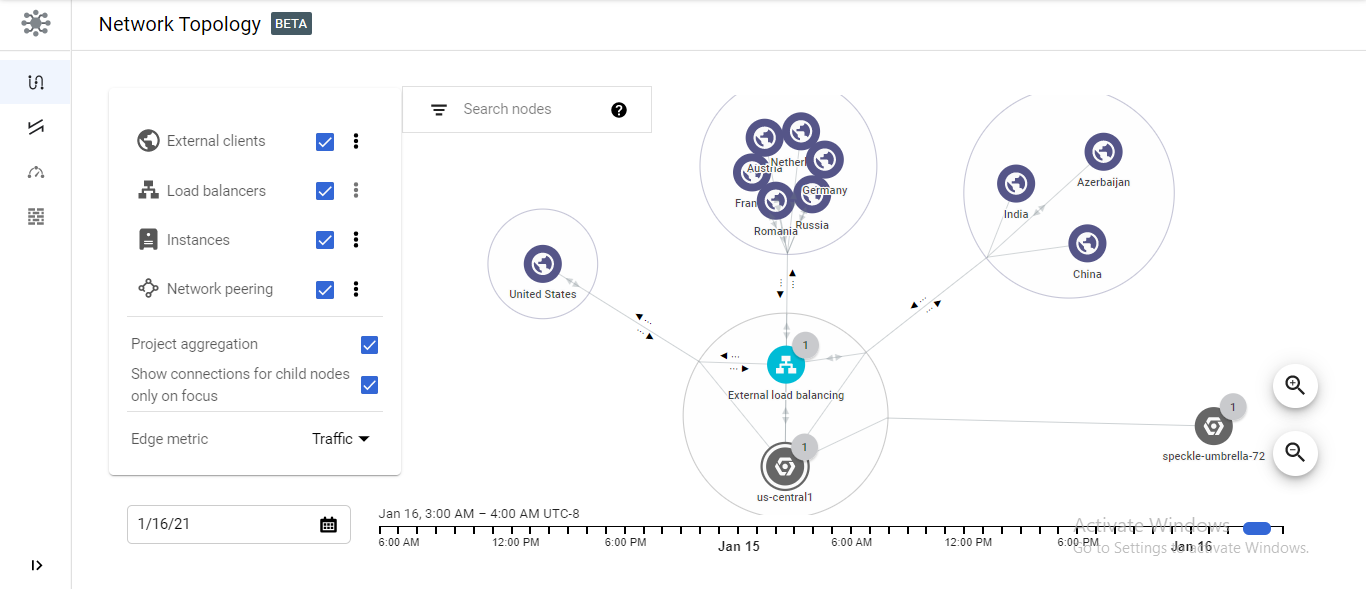

- VPC – 클라우드 리소스의 소프트웨어 정의 네트워크를 관리하기 위한 가상 사설 클라우드이다.

- Cloud Load Balancing – 트래픽 로드 밸런싱을 위한 소프트웨어 정의 관리 서비스이다.
- Cloud Armor – 웹 애플리케이션 방화벽으로 DDoS 공격으로부터 워크로드를 보호한다.
- Cloud CDN – 구글의 전 세계 분산된 엣지 PoP(Points of Presence)를 기반으로 하는 콘텐츠 전송 네트워크이다.
- Cloud Interconnect – 데이터 센터를 구글 클라우드 플랫폼과 연결하는 서비스이다.
- Cloud DNS – 구글과 동일한 인프라에서 실행되는 관리형 권한 있는 DNS 호스팅 서비스이다.
- Network Service Tiers – 고성능 네트워크를 위해 프리미엄과 표준 네트워크 티어 중 선택할 수 있는 옵션이다.

### 빅 데이터
- BigQuery – 분석을 위한 확장 가능한 관리형 엔터프라이즈 데이터 웨어하우스이다.[19]
- Cloud Dataflow – Apache Beam 기반의 스트림 및 배치 데이터 처리를 위한 관리형 서비스이다.[20]
- Cloud Data Fusion – 오픈 소스 Cask 데이터 애플리케이션 플랫폼을 기반으로 하는 관리형 ETL 서비스이다.[21]
- Dataproc – 빅 데이터 플랫폼으로 Apache Hadoop 및 Apache Spark 작업을 실행한다.[22]
- Cloud Composer – Apache Airflow 기반의 관리형 워크플로 오케스트레이션 서비스이다.[23]
- Cloud Datalab – 데이터 탐색, 분석, 시각화 및 기계 학습을 위한 도구이다. 이는 완전 관리형 Jupyter Notebook 서비스이다.[24]
- Cloud Dataprep – Trifacta 기반의 데이터 서비스로, 분석을 위해 데이터를 시각적으로 탐색, 정리 및 준비한다.[25]
- Cloud Pub/Sub – 메시지 큐 기반의 확장 가능한 이벤트 수집 서비스이다.[26]
- Looker Studio – 대시보드 및 보고서를 통해 데이터를 시각화하는 비즈니스 인텔리전스 도구이다.[27]
- Looker – 비즈니스 인텔리전스 플랫폼이다.[28][29]

### 클라우드 AI
- Cloud AutoML – 사용자 정의 기계 학습 모델을 훈련하고 배포하는 서비스이다. 2018년 9월 현재, 이 서비스는 베타 단계에 있다.[30]
- Cloud TPU – 구글이 기계 학습 모델을 훈련하는 데 사용하는 가속기이다.[31]
- Cloud Machine Learning Engine – 주류 프레임워크를 기반으로 기계 학습 모델을 훈련하고 구축하기 위한 관리형 서비스이다.[32]
- Cloud Talent Solution (이전 Cloud Job Discovery) – 채용 생태계를 위한 구글의 검색 및 기계 학습 기능 기반 서비스이다.[33]
- Dialogflow Enterprise – 대화형 인터페이스 구축을 위한 구글의 기계 학습 기반 개발 환경이다.[34]
- Cloud Natural Language – 구글 딥 러닝 모델을 기반으로 하는 텍스트 분석 서비스이다.[35]
- Cloud Speech-to-Text – 기계 학습 기반의 음성-텍스트 변환 서비스이다.[36]
- Cloud Text-to-Speech – 기계 학습 기반의 텍스트-음성 변환 서비스이다.[37]
- Cloud Translation API – 수천 개의 사용 가능한 언어 쌍 간에 동적으로 번역하는 서비스이다.
- Cloud Vision API – 기계 학습 기반의 이미지 분석 서비스이다.[38]
- Cloud Video Intelligence – 기계 학습 기반의 비디오 분석 서비스이다.[39]

### 관리 도구
- Operations suite (이전 Stackdriver ) – 구글 클라우드 플랫폼 애플리케이션의 모니터링, 로깅, 추적 및 진단 기능이다.[40]
- Cloud Deployment Manager  - YAML, 파이썬 또는 Jinja2로 생성된 템플릿에 정의된 구글 클라우드 플랫폼 리소스를 배포하는 도구이다.[41]
- Cloud Console – 구글 클라우드 플랫폼 리소스를 관리하는 웹 인터페이스이다.
- Cloud Shell – 브라우저 기반 셸 명령줄을 통해 구글 클라우드 플랫폼 리소스에 액세스하여 관리한다.
- Cloud Console Mobile App – 안드로이드 및 iOS 애플리케이션으로 구글 클라우드 플랫폼 리소스를 관리한다.
- Cloud APIs – 구글 클라우드 플랫폼 리소스에 프로그래밍 방식으로 액세스하기 위한 API이다.

### ID 및 보안
- Cloud Identity – SAML 2.0 및 OpenID 기반의 단일 로그인 (SSO) 서비스이다.
- Cloud IAM – 역할 기반 접근 제어에 기반한 정책을 정의하는 ID 및 접근 관리 (IAM) 서비스이다.
- Cloud Identity-Aware Proxy – VPN을 사용하지 않고 구글 클라우드 플랫폼에서 실행되는 클라우드 애플리케이션에 대한 접근을 제어하는 서비스이다.
- Cloud Data Loss Prevention API – 민감한 데이터를 자동으로 탐지, 분류 및 수정하는 서비스이다.
- Security Key Enforcement – 보안 키 기반의 2단계 인증 서비스이다.
- Cloud Key Management Service – IAM 및 감사 로깅과 통합된 클라우드 호스팅 키 관리 서비스이다.
- Cloud Resource Manager – 계층 구조에 기반하여 프로젝트, 폴더, 조직별로 리소스를 관리하는 서비스이다.
- Cloud Security Command Center – 구글 클라우드 플랫폼에서 실행되는 데이터 및 서비스를 위한 보안 및 데이터 위험 플랫폼이다.
- Cloud Security Scanner – App Engine에 배포된 애플리케이션에 대한 자동화된 취약점 스캐닝 서비스이다.
- Access Transparency – 구글 클라우드 플랫폼 관리자에게 가시성을 제공하는 거의 실시간 감사 로그이다.
- VPC Service Controls – 구글 클라우드 플랫폼 서비스 내 민감한 데이터를 위한 보안 경계를 관리하는 서비스이다.

### 사물 인터넷 (IoT)
- Cloud IoT Core – 사물 인터넷을 위한 보안 장치 연결 및 관리 서비스이다.
- Edge TPU – 엣지에서 추론을 실행하도록 설계된 특수 목적 ASIC이다. 2018년 9월 현재, 이 제품은 비공개 베타 단계에 있다.
- Cloud IoT Edge – AI를 에지 컴퓨팅 계층으로 가져온다.

### API 플랫폼
- Maps Platform – 구글 지도 기반의 지도, 경로 및 장소용 API이다.
- Apigee API Platform – API를 설계, 보안, 배포, 모니터링 및 확장하기 위한 라이프사이클 관리 플랫폼이다.
- API Monetization – API 제공자가 수익 모델, 보고서, 결제 게이트웨이 및 개발자 포털 통합을 생성하기 위한 도구이다.
- Developer Portal – 개발자가 API를 게시하고 관리할 수 있는 셀프 서비스 플랫폼이다.
- API Analytics – API 모니터링, 측정 및 관리를 통해 API 기반 프로그램을 분석하는 서비스이다.
- Apigee Sense – 의심스러운 API 동작을 식별하여 관리자에게 경고함으로써 API 보안을 가능하게 한다.
- Cloud Endpoints – API를 배포하고 관리하기 위한 Nginx 기반 프록시이다.
- Service Infrastructure – 구글 클라우드 제품 구축을 위한 기본적인 서비스 집합이다.

## 리전 및 구역
리전은 사용자가 클라우드 리소스를 배포할 수 있는 특정 지리적 위치이다. 각 리전은 구역들로 구성된 독립적인 지리적 영역이다.
구역은 리전 내 구글 클라우드 플랫폼 리소스의 배포 영역이다. 구역은 리전 내에서 단일 장애 도메인으로 간주해야 한다. 대부분의 리전에는 세 개의 구역이 있다.
2024년 1분기 기준, 구글 클라우드 플랫폼은 40개 리전과 121개 구역에서 사용 가능하다.
| 리전 이름               | 시작일  | 위치                                | 구역                                                                                |
| ----------------------- | ------- | ----------------------------------- | ----------------------------------------------------------------------------------- |
| us-west1                | 2016-Q3 | 미국 오리건주 달레스                | - us-west1-a - us-west1-b - us-west1-c                                              |
| us-west2                | 2018-Q3 | 미국 캘리포니아주 로스앤젤레스      | - us-west2-a - us-west2-b - us-west2-c                                              |
| us-west3                | 2020-Q1 | 미국 유타주 솔트레이크시티          | - us-west3-a - us-west3-b - us-west3-c                                              |
| us-west4                | 2020-Q2 | 미국 네바다주 라스베이거스          | - us-west4-a - us-west4-b - us-west4-c                                              |
| us-central1             | 2009    | 미국 아이오와주 카운슬 블러프스     | - us-central1-a - us-central1-b - us-central1-c - us-central1-f                     |
| us-east1                | 2015-Q4 | 미국 사우스캐롤라이나주 몽크스 코너 | - us-east1-b - us-east1-c - us-east1-d                                              |
| us-east4                | 2017-Q2 | 미국 버지니아주 애쉬번              | - us-east4-a - us-east4-b - us-east4-c                                              |
| us-east5                | 2022-Q2 | 미국 오하이오주 콜럼버스            | - us-east5-a - us-east5-b - us-east5-c                                              |
| us-south1               | 2022-Q2 | 미국 텍사스주 댈러스                | - us-south1-a - us-south1-b - us-south1-c                                           |
| northamerica-northeast1 | 2018-Q1 | 캐나다 몬트리올                     | - northamerica-northeast1-a - northamerica-northeast1-b - northamerica-northeast1-c |
| northamerica-northeast2 | 2021-Q3 | 캐나다 토론토                       | - northamerica-northeast2-a - northamerica-northeast2-b - northamerica-northeast2-c |
| southamerica-east1      | 2017-Q3 | 브라질 상파울루                     | - southamerica-east1-a - southamerica-east1-b - southamerica-east1-c                |
| southamerica-west1      | 2021-Q3 | 칠레 산티아고                       | - southamerica-west1-a - southamerica-west1-b - southamerica-west1-c                |
| europe-west1            |         | 벨기에 신질                         | - europe-west1-b - europe-west1-c - europe-west1-d                                  |
| europe-west2            | 2017-Q2 | 영국 런던                           | - europe-west2-a - europe-west2-b - europe-west2-c                                  |
| europe-west3            | 2017-Q3 | 독일 프랑크푸르트                   | - europe-west3-a - europe-west3-b - europe-west3-c                                  |
| europe-west4            | 2018-Q1 | 네덜란드 에엠샤번                   | - europe-west4-a - europe-west4-b - europe-west4-c                                  |
| europe-west6            | 2019-Q1 | 스위스 취리히                       | - europe-west6-a - europe-west6-b - europe-west6-c                                  |
| europe-west8            | 2022-Q2 | 이탈리아 밀라노                     | - europe-west8-a - europe-west8-b - europe-west8-c                                  |
| europe-west9            | 2022-Q2 | 프랑스 파리                         | - europe-west9-a - europe-west9-b - europe-west9-c                                  |
| europe-west10           | 2023-Q3 | 독일 베를린                         | - europe-west10-a - europe-west10-b - europe-west10-c                               |
| europe-west12           | 2023-Q1 | 이탈리아 토리노                     | - europe-west12-a - europe-west12-b - europe-west12-c                               |
| europe-central2         | 2021-Q2 | 폴란드 바르샤바                     | - europe-central2-a - europe-central2-b - europe-central2-c                         |
| europe-north1           | 2018-Q2 | 핀란드 하미나                       | - europe-north1-a - europe-north1-b - europe-north1-c                               |
| europe-southwest1       | 2022-Q2 | 스페인 마드리드                     | - europe-southwest1-a - europe-southwest1-b - europe-southwest1-c                   |
| me-west1                | 2022-Q4 | 이스라엘 텔아비브                   | - me-west1-a - me-west1-b - me-west1-c                                              |
| me-central1             | 2023-Q2 | 카타르 도하                         | - me-central1-a - me-central1-b - me-central1-c                                     |
| me-central2             | 2023-Q4 | 사우디아라비아 담맘                 | - me-central2-a - me-central2-b - me-central2-c                                     |
| asia-south1             | 2017-Q4 | 인도 뭄바이                         | - asia-south1-a - asia-south1-b - asia-south1-c                                     |
| asia-south2             | 2021-Q2 | 인도 델리                           | - asia-south2-a - asia-south2-b - asia-south2-c                                     |
| asia-southeast1         | 2017-Q2 | 싱가포르 주롱 웨스트                | - asia-southeast1-a - asia-southeast1-b - asia-southeast1-c                         |
| asia-southeast2         | 2020-Q2 | 인도네시아 자카르타                 | - asia-southeast2-a - asia-southeast2-b - asia-southeast2-c                         |
| asia-east1              | 2013-Q4 | 대만 창화현                         | - asia-east1-a - asia-east1-b - asia-east1-c                                        |
| asia-east2              | 2018-Q3 | 홍콩                                | - asia-east2-a - asia-east2-b - asia-east2-c                                        |
| asia-northeast1         | 2016-Q4 | 일본 도쿄                           | - asia-northeast1-a - asia-northeast1-b - asia-northeast1-c                         |
| asia-northeast2         | 2019-Q2 | 일본 오사카                         | - asia-northeast2-a - asia-northeast2-b - asia-northeast2-c                         |
| asia-northeast3         | 2020-Q1 | 한국 서울                           | - asia-northeast3-a - asia-northeast3-b - asia-northeast3-c                         |
| australia-southeast1    | 2017-Q3 | 오스트레일리아 시드니               | - australia-southeast1-a - australia-southeast1-b - australia-southeast1-c          |
| australia-southeast2    | 2021-Q2 | 오스트레일리아 멜버른               | - australia-southeast2-a - australia-southeast2-b - australia-southeast2-c          |
| africa-south1           | 2024-Q1 | 남아프리카 공화국 요하네스버그      | - africa-south1-a - africa-south1-b - africa-south1-c                               |

## 다른 클라우드 서비스 제공업체 서비스와의 유사점
다른 주요 클라우드 서비스 제공업체에 익숙한 사람들을 위해 유사한 서비스 비교는 구글 클라우드 플랫폼의 제공을 이해하는 데 도움이 될 수 있다.
| 구글 클라우드 플랫폼       | 아마존 웹 서비스                  | 마이크로소프트 애저      | 오라클 클라우드                  |
| -------------------------- | --------------------------------- | ------------------------ | -------------------------------- |
| 구글 컴퓨트 엔진           | 아마존 EC2                        | Azure 가상 머신          | Oracle Cloud Infra OCI           |
| 구글 앱 엔진               | AWS 일래스틱 빈스토크             | Azure App Services       | Oracle Application Container     |
| Google Kubernetes Engine   | Amazon Elastic Kubernetes Service | Azure Kubernetes Service | Oracle Kubernetes Service        |
| 구글 클라우드 빅테이블     | 아마존 다이나모DB                 | Azure Cosmos DB          | Oracle NoSQL Database            |
| 구글 빅쿼리                | 아마존 레드시프트                 | Azure Synapse Analytics  | Oracle Autonomous Data Warehouse |
| 구글 클라우드 함수         | AWS 람다                          | Azure Functions          | Oracle Cloud Fn                  |
| 구글 클라우드 데이터스토어 | 아마존 다이나모DB                 | Azure Cosmos DB          | Oracle NoSQL Database            |
| 구글 클라우드 스토리지     | 아마존 S3                         | Azure Blob Storage       | Oracle Cloud Storage OCI         |

## 타임라인

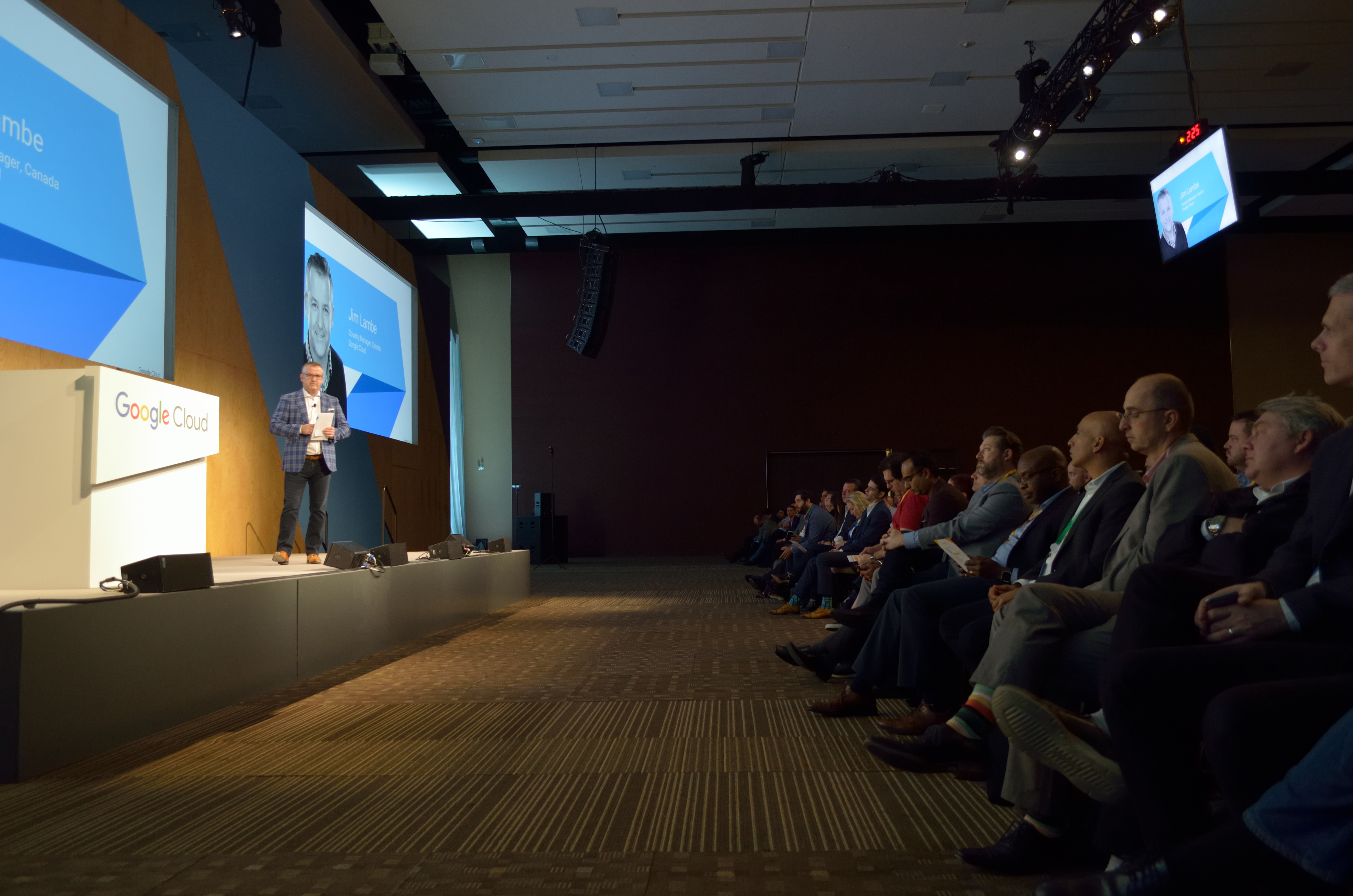
2017년 구글 클라우드 서밋 키노트

- 2008년 4월 – 구글 앱 엔진 미리 보기 발표[51]
- 2010년 5월 – 구글 클라우드 스토리지 출시[52]
- 2010년 5월 – Google BigQuery 및 Prediction API 미리 보기 발표[53]
- 2011년 10월 – Google Cloud SQL 미리 보기 발표[53]
- 2012년 6월 – Google Compute Engine 미리 보기 출시[54]
- 2013년 5월 – Google Compute Engine GA 출시[55]
- 2013년 8월 – Cloud Storage는 각 Storage 객체의 데이터 및 메타데이터를 128비트 AES-128로 자동 암호화하기 시작했으며, 각 암호화 키 자체는 주기적으로 순환되는 마스터 키 세트로 암호화된다.[56]
- 2014년 2월 – Google Cloud SQL GA 출시[57]
- 2014년 5월 – Stackdriver가 구글에 인수됨[58]
- 2014년 6월 – 쿠버네티스 오픈 소스 컨테이너 관리자로 발표[59]
- 2014년 6월 – Cloud Dataflow 미리 보기 발표[60]
- 2014년 10월 – 구글이 파이어베이스 인수[61]
- 2014년 11월 – Google Kubernetes Engine (이전 Container Engine) 알파 버전 발표[62]
- 2015년 1월 – Stackdriver 기반 Google Cloud Monitoring 베타 출시[63]
- 2015년 3월 – Google Cloud Pub/Sub 베타 출시[64]
- 2015년 4월 – Google Cloud DNS 일반 사용 가능[65]
- 2015년 4월 – Google Dataflow 베타 출시[66]
- 2015년 7월 – 구글이 쿠버네티스 v1 출시; 클라우드 네이티브 컴퓨팅 재단에 이관
- 2015년 8월 – Google Cloud Dataflow, Google Cloud Pub/Sub, Google Kubernetes Engine, Deployment Manager GA 전환[67]
- 2015년 11월 – Bebop 인수 및 다이앤 그린 구글 합류[68]
- 2016년 2월 – Google Cloud Functions 알파 버전 출시[69]
- 2016년 9월 – API 관리 회사 Apigee, 구글에 인수됨[70]
- 2016년 9월 – Stackdriver 일반 사용 가능[71]
- 2016년 11월 – 교육 기술 회사 Qwiklabs, 구글에 인수됨[72]
- 2017년 2월 – 고가용성, 전역 분산 데이터베이스 Cloud Spanner 베타 출시[73]
- 2017년 3월 – 구글이 데이터 과학자와 기계 학습 애호가들을 위한 세계 최대 커뮤니티인 캐글 인수[74]
- 2017년 4월 – MIT 교수 앤드루 서덜랜드가 선점형 VM에서 220,000개의 코어로 사상 최대의 Compute Engine 클러스터 기록을 갱신했다.[75]
- 2017년 5월 – Google Cloud IoT Core 베타 출시[76]
- 2017년 11월 – Google Kubernetes Engine, CNCF 인증 획득[77]
- 2018년 2월 – Google Cloud IoT Core 일반 사용 가능[78]
- 2018년 2월 – 구글, Xively 인수 의사 발표[79]
- 2018년 2월 – 클라우드 TPU, Tensorflow를 위한 ML 가속기 베타 버전 출시[80]
- 2018년 5월 – Google Cloud Memorystore 베타 버전 출시[81]
- 2019년 4월 – Google Cloud Run (완전 관리형) 베타 출시[82]
- 2019년 4월 – Google Anthos 발표[7][83]
- 2019년 11월 – Google Cloud Run (완전 관리형) 일반 사용 가능 출시[84]
- 2020년 3월 – 코로나19 범유행으로 인해 구글 클라우드는 대규모 컨퍼런스인 Google Cloud Next의 현장 버전을 취소한 지 2주 만에 온라인 스트리밍 버전도 연기했다.[85]
- 2020년 10월 – 구글 클라우드는 EOS 네트워크 및 EOS.IO 프로토콜의 블록 프로듀서 후보가 될 것이라고 발표했다. 현재 주요 블록 프로듀서는 암호화폐 거래소인 OKEx 및 바이낸스이다.[86][87]
- 2021년 2월 – Google Kubernetes Engine Autopilot 출시.[88][89]
- 2021년 5월 – Google.io에서 Vertex AI 발표[90]
- 2021년 6월 – 2021년 애플은 구글 클라우드의 가장 큰 스토리지 고객이었다.[91]
- 2022년 4월 – MobiledgeX가 인수되어 구글 클라우드에 합류.[92]
- 2023년 3월 – 구글이 생성형 AI 기능을 구글 클라우드에 도입.[93]
- 2024년 5월 구글 클라우드는 에어텔과 파트너십을 맺었다.[94][95]

## 공개 고객
2023년에 발표된 고객은 다음과 같다: 킹피셔 plc, 쿠웨이트 정부, 도이체 뵈르제 그룹, 유니티 테크놀로지스, 우버, FanCode, 그리고 다임러이다.

## 같이 보기
- 아마존 웹 서비스
- 윈도우 애저
- 헤로쿠
- 오픈스택
- 구글 웹 서버